# Céfotétan
Le céfotétan est une molécule antibiotique, c'est une céphamycine.

## Mode d'action
Le céfotétan inhibe la PLP, enzyme permettant la synthèse du peptidoglycane bactérien.